# Arnau Solé
Arnau Solé Vall (Montclar, 19 de marzo de 1992) es un ciclista español. 
Debutó como profesional con el equipo Burgos-BH en 2015. Fue stagiaire con el Caja Rural-Seguros RGA en 2014 tras haber logrado varias victorias en el campo amateur como por ejemplo la Vuelta a Castellón o la Subida a Gorla.

## Palmarés
- Aun no ha conseguido ninguna victoria como profesional

## Equipos
- Caja Rural-Seguros RGA (stagiaire) (08.2014-12.2014)
- Burgos-BH (2015-2016)